# 三进列车

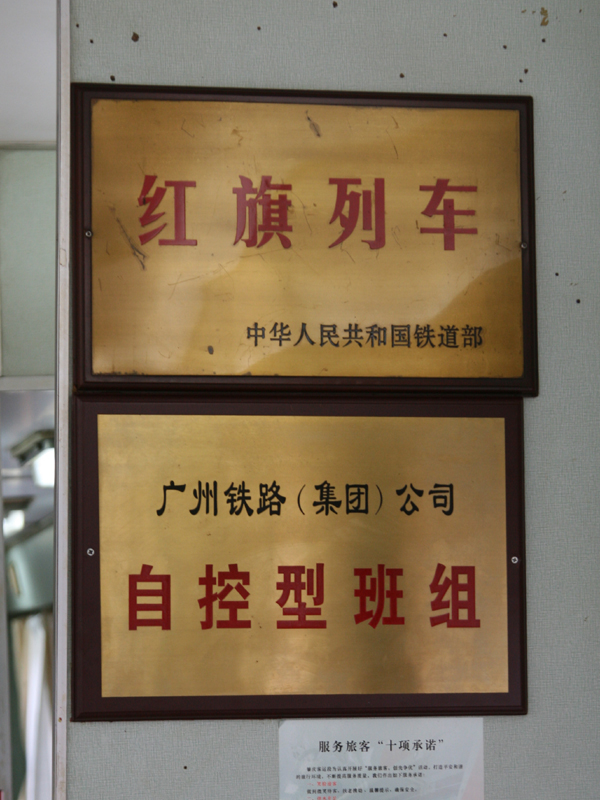
悬挂于红旗列车内的铭牌

三进列车即进京、进沪、进穗直通旅客列车，是中国铁路对各地直通三大城市北京、上海、广州（「北上廣」）旅客列车的统称。只有此类列车有资格参加中国国家铁路集团（原中国铁道部）每年一度的“全路进京进沪进穗直通旅客列车竞赛”评比，在该评比中分数达标的列车，可获“红旗列车”称号，并颁发奖牌和证书，给予一次性奖励；分数线未能达标或撤销荣誉称号的，则需各铁路局采取措施限期改正。由于北京、上海、广州三城分别为华北、华东及华南的国家中心城市，在政治、经济、文化等方面具备引领、辐射和集散功能，其经济总量及国内生产总值常年稳居全国前三位，亦是中国重要的铁路枢纽，开行三进列车既是一个城市自身实力与身份的象征，也是衡量一座城市铁路事业发展的一个重要指标。

## 发展历史
三进列车最早只有“一进”，即进京列车，是文化大革命后期为了提高旅客列车质量，中国铁道部在全路开展“进京列车红旗”竞赛活动而提出的，并在随后加入进沪列车的评比。改革开放后，广东经济得到迅速发展，为进一步提高铁路客运服务水平，适应国内外旅客需要，铁道部自1995年1月1日起在进京、进沪直通旅客列车竞赛评比的基础上，增加进穗直通旅客列车竞赛评比，并制定了进京、进沪、进穗直通旅客列车竞赛评比奖励办法，三进列车的称谓正式形成。
2007年1月1日起，全国三进列车广播全部统一使用铁道部指定范围内的音乐作品。此举是为解决音乐作品在旅客列车上合法播放的问题，未取得著作权人同意的音乐作品列车将不得播放。按照铁道部部署，从2010年7月1日开始，将进京、进沪、进穗三地使用绿皮车开行的旅客列车全部更换为空调车。

## 开行城市列表
中国大部分省会城市都开行有三进始发列车，部分省会虽不设始发列车，但也有过路列车可抵达京、沪、穗。随着中国高铁线路的不断发展，越来越多的一、二线城市已全面或正在推进用高速动车组列车执行三进车次。
目前同时拥有三进车的中国省/地级行政区列表如下：
| 开行全部三进列车的城市列表 |               |                                                                             | | |
| 省级行政区                 | 地级行政区    | 进京列车车次                                                                | 进沪列车车次 | 进穗列车车次 |
| 安徽                       | 合肥          | 始发 高速动车组 Z225/228、Z227/226次 T35/36次                               | 始发 高速动车组 | 始发 高速动车组 T221/222次 |
| 安徽                       | 芜湖          | 始发 高速动车组                                                             | 始发 高速动车组 | 途经终到 |
| 安徽                       | 蚌埠          | 途经终到                                                                    | 始发 高速动车组 | 始发 高速动车组 |
| 安徽                       | 淮北          | 始发 高速动车组                                                             | 始发 高速动车组 | 途经终到 |
| 安徽                       | 铜陵          | 途经终到                                                                    | 始发 高速动车组 | 途经终到 |
| 安徽                       | 安庆          | 始发 高速动车组                                                             | 始发 高速动车组 | 途经终到 |
| 安徽                       | 黄山          | 始发 高速动车组 K1109/1110次                                                | 始发 高速動車組 | 始发 G1182/1183、G1184/1181次                                                                                                  |
| 安徽                       | 阜阳          | 始发 高速动车组                                                             | 始发 高速动车组 普通动车组 K8361/8364、K8362/8363次 K8482/8423、K8484/8481次                                                                    | 途经终到 |
| 安徽                       | 宿州          | 途经终到                                                                    | 途经终到 | 途经终到 |
| 安徽                       | 六安          | 始发 G2551/2554次                                                           | 始发 高速动车组 | 途经终到 |
| 安徽                       | 亳州          | 途经终到                                                                    | 始发 高速动车组 | 途经终到 |
| 安徽                       | 池州          | 途经终到                                                                    | 始发 高速动车组 | 途经终到 |
| 安徽                       | 宣城          | 途经终到                                                                    | 始发 高速动车组 | 途经终到 |
| 重庆                       | 重庆          | 始发 高速动车组 D3/4次 D95/96次 T9/10次                                     | 始发 高速动车组 普通动车组 Z257/256、Z258/255次 K71/74、K73/72次                                                                                | 始发 高速动车组 普通动车组 K191/192次 K201/204、K202/203次 K1095/1096次                                                        |
| 福建                       | 福州          | 始发 高速动车组 D59/60次                                                    | 始发 高速动车组 普通动车组 | 始发 高速动车组 普通动车组 |
| 福建                       | 厦门          | 始发 高速动车组 D131/132次 K571/572次                                       | 始发 高速动车组 普通动车组 | 始发 普通动车组 |
| 福建                       | 莆田          | 途经终到                                                                    | 始发 普通动车组 | 途经终到 |
| 福建                       | 三明          | 途经终到                                                                    | 始发 高速动车组 | 途经终到 |
| 福建                       | 泉州          | 途经终到                                                                    | 途经终到 | 途经终到 |
| 福建                       | 漳州          | 途经终到                                                                    | 途经终到 | 途经终到 |
| 福建                       | 南平          | 途经终到                                                                    | 始发 高速动车组 | 始发 普通动车组 |
| 福建                       | 龙岩          | 途经终到                                                                    | 始发 普通动车组 | 始发 高速动车组 |
| 福建                       | 宁德          | 途经终到                                                                    | 途经终到 | 途经终到 |
| 甘肃                       | 兰州          | 始发 高速动车组 D29/30次 Z55/56次                                           | 始发 高速动车组 D216/217、D218/215次 T118/115、T116/117次                                                                                       | 始发 高速动车组 K228/225、K226/227次                                                                                           |
| 甘肃                       | 嘉峪关        | 途经终到                                                                    | 途经终到 | 途经终到 |
| 甘肃                       | 天水          | 途经终到                                                                    | 途经终到 | 途经终到 |
| 甘肃                       | 张掖          | 途经终到                                                                    | 途经终到 | 途经终到 |
| 甘肃                       | 庆阳          | 途经终到                                                                    | 途经终到 | 途经终到 |
| 甘肃                       | 定西          | 途经终到                                                                    | 途经终到 | 途经终到 |
| 广东                       | 韶关          | 途经终到                                                                    | 途经终到 | 途经终到 |
| 广东                       | 深圳          | 始发 高速动车组 卧铺动车组（非每日开） D27/28次 K105/106次                  | 始发 高速动车组 普通动车组（非每日开） T101/102次 T211/212次                                                                                    | 始发 高速动车组 城际动车组 卧铺动车组（非每日开） Z230/231、Z232/229次 Z586/587、Z588/585次T95/96次 K356、K486、K932等快速车次 |
| 广东                       | 珠海          | 始发 高速动车组 卧铺动车组（非每日开）                                      | 始发 卧铺动车组（非每日开） | 始发 高速动车组 城际动车组 普通动车组                                                                                          |
| 广东                       | 湛江          | 始发 卧铺动车组（非每日开） K157/158次                                      | 途经终到 | 始发 高速动车组 城际动车组 卧铺动车组（非每日开） 普通动车组 K1232/1233、K1234/1231次                                          |
| 广东                       | 茂名          | 途经终到                                                                    | 途经终到 | 始发 高速动车组 城际动车组 普通动车组                                                                                          |
| 广东                       | 肇庆          | 途经终到                                                                    | 途经终到 | 始发 高速动车组 城际动车组 |
| 广东                       | 惠州          | 途经终到                                                                    | 途经终到 | 始发 高速动车组 普通动车组 K437、K685、K1173、K9223次                                                                          |
| 广东                       | 河源          | 途经终到                                                                    | 途经终到 | 途经终到 |
| 广东                       | 东莞          | 途经终到                                                                    | 始发 普通动车组 | 始发 K768/769、K770/767次 K776/777、K775/778次                                                                                 |
| 广东                       | 中山          | 途经终到                                                                    | 途经终到（非每日开） | 途经终到 |
| 广西                       | 南宁          | 始发 高速动车组 卧铺动车组 Z5/6次 Z285/286次 T287/290、T288/289次 K21/22次  | 始发 高速动车组 T25/26次 T77/78次 K1558/1555、K1556/1557次                                                                                      | 始发 高速动车组 普通动车组 |
| 广西                       | 柳州          | 途经终到                                                                    | 途经终到 | 始发 高速动车组 普通动车组 |
| 广西                       | 桂林          | 途经终到                                                                    | 途经终到 | 始发 高速动车组 普通动车组 |
| 广西                       | 来宾          | 途经终到                                                                    | 途经终到 | 途经终到 |
| 贵州                       | 贵阳          | 始发 高速动车组 Z77/78次 Z149/150次 K507/508次                              | 始发 高速动车组 K111/112次 K833/834次 | 始发 高速动车组 普通动车组 K841/844、K842/843次                                                                                |
| 贵州                       | 六盘水        | 途经终到                                                                    | 始发 K496次 | 始发 高速动车组 普通动车组 |
| 贵州                       | 遵义          | 途经终到                                                                    | 途经终到 | 始发 高速动车组 |
| 贵州                       | 安顺          | 途经终到                                                                    | 途经终到 | 途经终到 |
| 贵州                       | 黔东南州      | 途经终到                                                                    | 途经终到 | 途经终到 |
| 海南                       | 海口          | 始发 Z112/113、Z114/111次列车                                               | 始发 K511/514、K512/513次列车 | 始发 Z386、Z112、K512次 |
| 河北                       | 石家庄        | 始发 高速动车组                                                             | 始发 高速动车组 K234/235、K233/236次 | 始发 D89/90次 |
| 河北                       | 保定          | 始发 普通动车组                                                             | 始发 K850/851、K852/849次 | 途经 |
| 河北                       | 邯郸          | 始发 高速动车组                                                             | 途经 | 途经 |
| 河北                       | 衡水          | 始发 K7773/4次 Y501/2次                                                     | 途经 | 途经 |
| 河北                       | 秦皇岛        | 始发 G8923/8924次 D4519-4522次 T5685/5686次 T5687/5688次                    | 途经 | 途经 |
| 河北                       | 唐山          | 始发 高速动车组 普通动车组                                                  | 途经 | 途经 |
| 河北                       | 邢台          | 始发 G6746次                                                                | 途经 | 途经 |
| 河北                       | 沧州          | 始发 G7804次                                                                | 途经 | 途经 |
| 河北                       | 张家口        | 始发 高速動車組                                                             | 途经 | 途经 |
| 河南                       | 郑州          | 始发 高速动车组 K179/180次 1303/1304次                                      | 始发 高速动车组 K152/153、K154/151次 | 始发 高速动车组 Z189/190次 |
| 河南                       | 洛阳          | 始发 G563/564次 K269/270次                                                  | 始发 G1812/1809次 K736/737、K738/735次 | 始发 G849/850次 K756/757、K758/755次                                                                                           |
| 河南                       | 南阳          | 始发 G571/G572次                                                            | 始发 G1824/1821、G1810/1811次 K1106/1107、K1108/1105次                                                                                          | 始发 G1151/G1154次 |
| 河南                       | 周口          | 始发 G1571/1572次 K401/402次                                                | 始发 G1763/1766、G1764/1765次 K1506/1507、K1508/1505次                                                                                          | 始发 K1006/1007、K1008/1005次                                                                                                  |
| 河南                       | 信阳          | 途经                                                                        | 始发 K752/753、K751/754次 | 始发 G552/3次 |
| 河南                       | 漯河          | 途经                                                                        | 始发 K1047/1046、K1048/1045次 | 始发 G551/552次，非终到广州 |
| 河南                       | 安阳          | 途经                                                                        | 始发 G1813/1816次 K1102/1103、K1101/1104次 | 途经 |
| 河南                       | 平顶山        | 途经                                                                        | 始发 K462/463、K464/461次 | 途经 |
| 河南                       | 商丘          | 始发 G1567/1568次 G1561/1560次                                              | 途经 | 途经 |
| 河南                       | 开封          | 始发 G1559/1562次                                                           | 途经 | 途经 |
| 河南                       | 鹤壁          | 途经                                                                        | 途经 | 途经 |
| 河南                       | 三门峡        | 途经                                                                        | 途经 | 途经 |
| 河南                       | 新乡          | 途经                                                                        | 途经 | 途经 |
| 河南                       | 驻马店        | 途经                                                                        | 始发 G1715/1718、G1716/1717次 | 途经 |
| 黑龙江                     | 哈尔滨        | 始发 高速动车组 Z15/16次 Z67/68次 Z203/204次                                | 始发 高速动车组 Z172/173、Z174/171次 | 始发 Z236/237、Z238/235次 Z114/111、Z112/113次                                                                                 |
| 黑龙江                     | 齐齐哈尔      | 始发 高速动车组 K384/381、K382/383次 Z17/18次 Z83/84次 T47/48次             | 始发 K50/47、K48/49次 | 途经 |
| 黑龙江                     | 大庆          | 途经                                                                        | 途经 | 途经 |
| 黑龙江                     | 佳木斯        | 始发 G949/938次 K349/350次                                                  | 途经 | 途经 |
| 湖北                       | 武汉          | 始发 高速动车组 Z37次                                                       | 始发 高速动车组 普通动车组 Z25/28、Z27/26次 | 始发 武广高速动车组 武深高速动车组 Z23/24次 T155/156次 K1079/1080次                                                            |
| 湖北                       | 宜昌          | 始发 高速动车组 T49/50次                                                    | 始发 普通动车组 | 始发 高速动车组 |
| 湖北                       | 十堰          | 始发 G1589/1590次                                                           | 始发 G3232/3229、G3230/3231次 K123/124次 | 始发 K643/644次 |
| 湖北                       | 恩施          | 途经                                                                        | 途经 | 途经 |
| 湖北                       | 襄阳          | 始发 高速动车组                                                             | 始发 G1770/1767、G1768/1769次 K1127/1126、K1128/1125次                                                                                          | 始发 G1134/1131、G1132/1133次 K932/933、K934/931次 K1658/1655、K1656/1657次                                                    |
| 湖北                       | 咸宁          | 途经                                                                        | 途经 | 途经 |
| 湖北                       | 荆门          | 途经                                                                        | 始发 K254/251、K253/252次 | 途经 |
| 湖北                       | 荆州          | 途经                                                                        | 途经 | 途经 |
| 湖北                       | 黄冈 （黄州） | 途经                                                                        | 途经 | 途经 |
| 湖南                       | 长沙          | 始发 高速动车组 Z1/2次 Z206/207、Z208/205次                                 | 始发 高速动车组 Z245/248、Z247/246次 K379/378、K377/380次                                                                                       | 始发 高速动车组 |
| 湖南                       | 怀化          | 始发 K267/268次                                                             | 始发 高速动车组 K533/534次（淡季停運） K1374/1375、K1373/1376次                                                                                 | 始发 高速动车组 |
| 湖南                       | 张家界        | 始发 G689/688、G687/690次 Z297/296、Z295/298次                              | 始发 G1369/1368、G1367/1370次 | 始发 高速动车组 T8303/8304次                                                                                                   |
| 湖南                       | 常德          | 途经                                                                        | 途经 | 始发 K9075/9076次 |
| 湖南                       | 郴州          | 途经                                                                        | 途经 | 途经 |
| 湖南                       | 衡阳          | 途经                                                                        | 始发 K759/760次 | 始发 （均非终到广州） |
| 湖南                       | 益阳          | 途经                                                                        | 途经 | 始发 K9077/9078次 |
| 湖南                       | 永州          | 途经                                                                        | 始发 G1352/1357次 | 始发 G6146/6147、G6148/6145次                                                                                                  |
| 湖南                       | 岳阳          | 途经                                                                        | 途经 | 始发 G6131/2次、K9031/9032次                                                                                                   |
| 湖南                       | 株洲          | 途经                                                                        | 途经 | 途经 |
| 湖南                       | 娄底          | 途经                                                                        | 途经 | 途经 |
| 湖南                       | 邵陽          | 始发 G84/533次                                                              | 始发 G2365/2366次 | 始发 G6188/6185、G6186/6187次                                                                                                  |
| 湖南                       | 湘潭          | 途经                                                                        | 途经 | 途经 |
| 湖南                       | 湘西州        | 途经                                                                        | 途经 | 途经 |
| 吉林                       | 长春          | 始发 高速动车组 Z61/62次 Z211/212次                                         | 始发 高速动车组 | 始发 T122/123、T124/121次 Z384/385、Z383/386次                                                                                 |
| 吉林                       | 四平          | 途经                                                                        | 途经 | 途经 |
| 江苏                       | 南京          | 始发 高速动车组                                                             | 始发 高速动车组 | 始发 G1113/1128次 K527/528次                                                                                                   |
| 江苏                       | 徐州          | 始发 高速动车组                                                             | 始发 高速动车组 | 始发 K677/676、K675/678次 K304/301、K302/303次                                                                                 |
| 江苏                       | 连云港        | 始发 G2587/2580次 K1613/1612、K1614/1611次                                  | 始发 高速动车组 | 始发 G1312/1313、G1314/1311次                                                                                                  |
| 江苏                       | 苏州          | 始发 G4次（苏州北始发） G887/888次（张家港始发）                            | 始发 高速动车组 | 始发 G1746/1743、G1744/1745次（张家港始发）                                                                                    |
| 江苏                       | 无锡          | 始发 G2571/2588次                                                           | 始发 高速动车组 | 途经 |
| 江苏                       | 常州          | 途经                                                                        | 始发 高速动车组 | 途经 |
| 江苏                       | 镇江          | 途经                                                                        | 途经 | 途经 |
| 江苏                       | 扬州          | 始发 G1595/1598、G1597/1596次                                               | 始发 高速动车组 城际动车组 | 途经终到 |
| 江苏                       | 南通          | 始发 G2575/2586次 Z29/30次 Z51/52次 K139/140次（淡季停运）                  | 始发 城际动车组 | 始发 G1304/1301、G1302/1303次                                                                                                  |
| 江苏                       | 淮安          | 途经终到                                                                    | 始发 高速动车组 C3795/3796次 | 途经终到 |
| 江西                       | 南昌          | 始发 高速动车组 D735/736次 D737/738次 T145/148、T147/146次 T167/168次       | 始发 高速动车组 K287/288次 | 始发 高速动车组 T171/172次 K441/442次 K1665/1666次                                                                             |
| 江西                       | 赣州          | 始发 高速动车组 K1453/1454次                                                | 始发 高速动车组 | 途经 |
| 江西                       | 九江          | 途经                                                                        | 始发 G1455/1520次 D171/172次 K1185/1188、K1187/1186次 K1371/1372次                                                                              | 始发 G3062/3079次 K85/88、K87/86次                                                                                             |
| 江西                       | 吉安          | 途经                                                                        | 始发 高速动车组 | 途经 |
| 江西                       | 景德镇        | 始发 G2553/2566次                                                           | 始发 D3324/3325、D3323/3326次 | 途经 |
| 江西                       | 萍乡          | 途经                                                                        | 始发 高速动车组 K782/783、K784/781次 | 途经 |
| 江西                       | 新余          | 途经                                                                        | 途经 | 途经 |
| 江西                       | 宜春          | 途经                                                                        | 途经 | 途经 |
| 江西                       | 鹰潭          | 途经                                                                        | 途经 | 途经 |
| 辽宁                       | 大连          | 始发 高速动车组 普通动车组 Z81/80、Z79/82次 K681/684、K683/682次            | 始发 G1251/1254、G1252/1253次 T131/134、T133/132次                                                                                              | 始发 T368/369、T370/367次 |
| 辽宁                       | 沈阳          | 始发 高速动车组 普通动车组 K53/54次                                         | 始发 K188/189、K190/187次 | 始发 Z12/13、Z14/11次 |
| 辽宁                       | 葫芦岛        | 途经                                                                        | 途经 | 途经 |
| 辽宁                       | 锦州          | 途经                                                                        | 途经 | 途经 |
| 辽宁                       | 盘锦          | 途经                                                                        | 途经 | 途经 |
| 辽宁                       | 铁岭          | 途经                                                                        | 途经 | 途经 |
| 内蒙古                     | 呼和浩特      | 始发 高速動車組 K89/90次                                                    | 始发 Z268/269、Z270/267次 | 途经 |
| 内蒙古                     | 包头          | 始发 高速動車組 K263/264次 K1115/1118、K1117/1116次                         | 始发 Z282/283、Z284/281次 | 始发 K598/599、K600/597次 |
| 宁夏                       | 银川          | 始发 G667/670次、G669/668次 Z275/278、Z277/276次 K1177/1178次               | 始发 高速动车组 K359/362、K360/361次 K1331/1334、K1332/1333次                                                                                   | 始发 G1168/1165次、G1167/1166次 K1295/1298、K1296/1297次                                                                       |
| 宁夏                       | 吴忠          | 途经                                                                        | 途经 | 途经 |
| 宁夏                       | 中卫          | 途经                                                                        | 途经 | 途经 |
| 青海                       | 西宁          | 始发 G671/674次 Z151/152次 T175/176次                                       | 始发 G3176/3177、G3178/3175次 K2188次、Z376/377、Z378/375次                                                                                     | 途经 |
| 青海                       | 格尔木        | 途经                                                                        | 途经 | 途经 |
| 山东                       | 济南          | 始发 高速动车组                                                             | 始发 高速动车组 D2121/2122次 | 始发 G279/280次 G2055/6/7/8次 T179/180次                                                                                       |
| 山东                       | 青岛          | 始发 高速动车组 D335/336次                                                  | 始发 高速动车组 | 始发 高速动车组 Z170/167、Z168/169次                                                                                           |
| 山东                       | 烟台          | 始发 高速动车组 K285/286次                                                  | 始发 D2136/2137、D2138/2135次 | 始发 K1160/1161、K1162/1159次                                                                                                  |
| 山东                       | 菏泽          | 始发 Z601/602次                                                             | 途经 | 途经 |
| 山东                       | 德州          | 始发 G8935/8936次                                                           | 途经 | 途经 |
| 山东                       | 聊城          | 途经                                                                        | 始发 K1510/1511、K1512/1509次（非终到上海） | 途经 |
| 山东                       | 临沂          | 途经                                                                        | 途经 | 途经 |
| 山东                       | 泰安          | 始发 G337/338次                                                             | 途经 | 途经 |
| 山东                       | 潍坊          | 始发 G176次                                                                 | 途经 | 途经 |
| 山东                       | 枣庄          | 途经                                                                        | 途经 | 途经 |
| 山东                       | 淄博          | 途经                                                                        | 始发 D2921/2922次 | 途经 |
| 山东                       | 日照          | 始发 Z159/160次 K1901/1902次                                                | 途经 | 途经 |
| 山东                       | 济宁          | 始发 G386次                                                                 | 途经 | 途经 |
| 山东                       | 菏泽          | 始发 高速动车组                                                             | 途经 | 途经 |
| 山西                       | 太原          | 始发 高速动车组 K601/602次                                                  | 始发 高速动车组 Z196/197、Z198/195次 | 途经终到 |
| 山西                       | 大同          | 始发 高速动车组 普通动车组                                                  | 始发 K372/373、K374/371次列车 G2407/6、G2405/8次列车                                                                                            | 始发 K729/732、K731/730次列车 同广高速动车组                                                                                   |
| 山西                       | 运城          | 始发 高速动车组 K603/604次                                                  | 途经 | 途经 |
| 山西                       | 临汾          | 始发 G621/624次                                                             | 途经 | 途经 |
| 山西                       | 长治          | 始发 高速动车组                                                             | 途经 | 途经 |
| 山西                       | 晋城          | 始发 高速动车组                                                             | 途经 | 途经 |
| 山西                       | 忻州          | 始发 G791/794、G793/792次（原平始发）                                       | 途经 | 途经 |
| 山西                       | 阳泉          | 途经                                                                        | 途经 | 途经 |
| 山西                       | 晋中          | 途经                                                                        | 途经 | 途经 |
| 陕西                       | 西安          | 始发 高速动车组 Z19/20次 Z43/44次                                           | 始发 高速动车组、D306/7、308/305次 Z92/93、Z91/94次 Z254/251、Z252/253次                                                                        | 始发 高速动车组 K82/83、K84/81次                                                                                               |
| 陕西                       | 汉中          | 始发 G685/686次 K261/262次                                                  | 途经 | 始发 K768/769、K770/767次 |
| 陕西                       | 宝鸡          | 始发 高速动车组 T56/57、T58/55次（非终到北京）                              | 途经 | 途经 |
| 陕西                       | 安康          | 途经                                                                        | 途经 | 途经 |
| 陕西                       | 渭南          | 途经                                                                        | 途经 | 途经 |
| 陕西                       | 咸阳          | 途经                                                                        | 途经 | 途经 |
| 四川                       | 成都          | 始发 高速动车组 D49/50次 D1045/1046次 T7/8次 K1363/1364次                   | 始发 高速动车组 普通动车组 D952/953、D954/951次（动卧） K1156/1157、K1158/1155次 K290/291、K292/289次 K282/283、K284/281次 K352/353、K354/351次 | 始发 高速动车组 普通动车组 Z122/123、Z124/121次 K192/193、K194/191次                                                           |
| 四川                       | 达州          | 途经                                                                        | 途经 | 始发 K811/814、K813/812次 |
| 四川                       | 南充          | 途经                                                                        | 途经 | 途经 |
| 四川                       | 广安          | 途经                                                                        | 途经 | 途经 |
| 四川                       | 遂宁          | 途经                                                                        | 途经 | 途经 |
| 天津                       | 天津          | 始发 高速动车组 城际动车组 普通动车组 Z206/207、Z208/205次 T56/57、T58/55次 | 始发 高速动车组 | 始发 高速动车组 T252/253、T254/251次                                                                                           |
| 西藏                       | 拉萨          | 始发 Z21/22次                                                               | 始发 Z164/165、Z166/163次 | 始发 Z264/265、Z266/263次 |
| 西藏                       | 那曲          | 途经                                                                        | 途经 | 途经 |
| 新疆                       | 乌鲁木齐      | 始发 Z69/70次 Z179/180次                                                    | 始发 Z40/41、Z42/39次 | 始发 Z136/137、Z138/135次 |
| 新疆                       | 哈密          | 途经                                                                        | 途经 | 途经 |
| 新疆                       | 吐鲁番        | 途经                                                                        | 途经 | 途经 |
| 云南                       | 昆明          | 始发 高速动车组 Z53/54次 Z161/162次 K817/818次 K473/474次                   | 始发 高速动车组 T381/382次 K79/80次 K739/740次                                                                                                  | 始发 高速动车组 普通动车组 K365/364、K366/363次                                                                                |
| 云南                       | 曲靖          | 途经                                                                        | 途经 | 途经 |
| 浙江                       | 杭州          | 始发 高速动车组 D717/718次 D711/712次                                       | 始发 高速动车组 | 始发 G1403/1404次 |
| 浙江                       | 温州          | 始发 高速动车组（温州南始发） 高速动车组（苍南始发） T103/104次             | 始发 高速动车组（包括温州南和苍南始发） | 始发 K326/327、K328/325次 |
| 浙江                       | 宁波          | 始发 高速动车组                                                             | 始发 高速动车组 | 始发 K210/211、K212/209次 |
| 浙江                       | 绍兴          | 始发 高速动车组                                                             | 途经 | 途经 |
| 浙江                       | 嘉兴          | 始发 G110/155次                                                             | 途经 | 途经 |
| 浙江                       | 金华          | 始发 G2558次（永康始发）                                                    | 始发 高速动车组 | 途经 |
| 浙江                       | 衢州          | 始发 G191/178次（江山始发）                                                 | 始发 G7382次 C405/406次 | 途经 |
| 浙江                       | 湖州          | 途经                                                                        | 始发 城际动车组（高速） | 途经 |
| 浙江                       | 丽水          | 途经                                                                        | 途经 | 途经 |
| 浙江                       | 台州          | 始发 G187/174次                                                             | 始发 高速动车组 | 途经 |
| 香港                       | 香港          | 始发 高速动车组 卧铺高速动车组（非每日开）                                  | 始发 高速动车组 卧铺高速动车组（非每日开） | 始发 高速動車组 |

只开行其中两个方向的地级行政区如下：
| 只开行进京/沪列车的城市列表 |            |                                                    |                                                                     |                          |
| 省级行政区                  | 地级行政区 | 进京列车车次                                       | 进沪列车车次                                                        | 备注                     |
| 安徽                        | 淮南       | 途经终到                                           | 始发 高速动车组                                                     | 经武汉、合肥等地中转进穗 |
| 安徽                        | 滁州       | 途经终到                                           | 途经终到                                                            | 经南京、郑州等地中转进穗 |
| 吉林                        | 吉林市     | 始发 高速动车组 Z117/118次 K95/96次                | 始发 G1236/1233、G1234/1235次 Z516/517、Z518/515次                  | 经长春、北京等地中转进穗 |
| 江苏                        | 泰州       | 始发 G2573/2590次、G2577/2584次                    | 始发 C3893-3896次                                                   | 经南京、武汉等地中转进穗 |
| 江苏                        | 盐城       | 始发 高速动车组                                    | 始发 高速动车组 C3883/3884次                                        | 经郑州、武汉等地中转进穗 |
| 江苏                        | 宿迁       | 途经终到                                           | 始发 高速动车组                                                     | 经徐州、郑州等地中转进穗 |
| 辽宁                        | 丹东       | 始发 高速动车组 K27/28次                           | 始发 G1232/1229、G1230/1231次                                       | 经北京等地中转进穗       |
| 山东                        | 威海       | 始发 高速动车组（威海始发） 高速动车组（荣成始发） | 始发 D2928/2929、D2930/2927次（威海始发） 2趟普通动车组（荣成始发） | 经郑州、武汉等地中转进穗 |

| 只开行进京/穗列车的城市列表 |            |                           |                           |                                  |
| 省级行政区                  | 地级行政区 | 进京列车车次              | 进穗列车车次              | 备注                             |
| 广东                        | 江门       | 途经终到（非每日开）      | 始发 城际动车组           | 经广州中转进沪                   |
| 广东                        | 阳江       | 途经终到（非每日开）      | 途经终到                  | 经广州、深圳等地中转进沪         |
| 广东                        | 清远       | 途经终到                  | 途经终到                  | 经衡阳、郴州等地中转进沪         |
| 广西                        | 贵港       | 途经终到                  | 途经终到                  | 经广州、郴州等地中转进沪         |
| 广西                        | 玉林       | 途经终到                  | 途经终到                  | 经南宁中转进沪                   |
| 海南                        | 三亚       | Z501/504、Z502/503次      | Z501/504、Z502/503次      | 经广州中转进沪                   |
| 黑龙江                      | 牡丹江     | 始发 T17/18次 T297/298次  | 始发 T225/228、T227/226次 | 经哈尔滨、沈阳、北京等地中转进沪 |
| 山东                        | 临沂       | 始发 G395/398、G397/396次 | 途经终到                  | 经日照、曲阜等地中转进沪         |

| 只开行进沪/穗列车的城市列表 |            |                 |                                       |                          |
| 省级行政区                  | 地级行政区 | 进沪列车车次    | 进穗列车车次                          | 备注                     |
| 安徽                        | 马鞍山     | 途经终到        | 途经终到                              | 经南京中转进京           |
| 甘肃                        | 平凉       | 途经终到        | 途经终到                              | 经西安、天水等地中转进京 |
| 广东                        | 佛山       | 始发 卧铺动车组 | 始发 普通动车组                       | 经广州、深圳等地中转进京 |
| 广东                        | 汕尾       | 途经终到        | 始发 高速动车组                       | 经广州、深圳等地中转进京 |
| 广东                        | 潮州       | 途经终到        | 始发 高速动车组 城际动车组 普通动车组 | 经广州、深圳等地中转进京 |
| 贵州                        | 毕节       | 途经终到        | 始发 普通动车组                       | 经贵阳、长沙等地中转进京 |
| 贵州                        | 铜仁       | 始发 高速动车组 | 始发 高速动车组                       | 经怀化、长沙等地中转进京 |
| 贵州                        | 黔南州     | 途经终到        | 途经终到                              | 经贵阳、怀化等地中转进京 |
| 四川                        | 宜宾       | 途经终到        | 途经终到                              | 经成都、重庆等地中转进京 |

只开行其中一个方向的地级行政区如下：
| 只开行进京列车的城市列表 |            |                   |                                                       |
| 省级行政区               | 地级行政区 | 进京列车车次      | 备注                                                  |
| 甘肃                     | 金昌       | 途经终到          | 经兰州、太原等地中转进沪 经兰州、银川等地中转进穗     |
| 甘肃                     | 白银       | 途经终到          | 经西安、兰州等地中转进沪 经兰州、银川等地中转进穗     |
| 甘肃                     | 武威       | 途经终到          | 经西安、兰州等地中转进沪、穗                          |
| 甘肃                     | 酒泉       | 途经终到          | 经兰州中转进沪、穗                                    |
| 吉林                     | 延边州     | 始发 高速动车组   | 经吉林市、长春等地中转进沪 经长春、哈尔滨等地中转进穗 |
| 山东                     | 东营       | 始发 K1785/1786次 | 经济南中转进沪 经济南中转进穗                         |

| 只开行进穗列车的城市列表 |            |                            |                                                   |
| 省级行政区               | 地级行政区 | 进穗列车车次               | 备注                                              |
| 广东                     | 汕头       | 始发 高速动车组 普通动车组 | 经广州、深圳等地中转进京 经潮汕、广州等地中转进沪 |
| 广东                     | 梅州       | 始发 高速动车组 普通动车组 | 经深圳、广州等地中转进京 经厦门、惠州等地中转进沪 |
| 广东                     | 揭阳       | 始发 高速动车组            | 经广州、深圳等地中转进京 经厦门、广州等地中转进沪 |
| 广东                     | 云浮       | 途经终到                   | 经广州、柳州等地中转进京 经广州中转进沪           |
| 广西                     | 梧州       | 途经终到                   | 经广州、柳州等地中转进京 经广州、深圳等地中转进沪 |
| 广西                     | 北海       | 始发 普通动车组            | 经南宁、广州等地中转进京 经广州中转进沪           |
| 广西                     | 钦州       | 途经终到                   | 经南宁、广州等地中转进京 经广州中转进沪           |
| 广西                     | 百色       | 始发 高速动车组 普通动车组 | 经桂林、南宁等地中转进京 经广州、南宁等地中转进沪 |
| 广西                     | 贺州       | 途经终到                   | 经广州、桂林等地中转进京、沪                      |
| 广西                     | 崇左       | 始发 普通动车组            | 经广州、南宁等地中转进京 经广州、柳州等地中转进沪 |
| 贵州                     | 黔西南州   | 途经终到                   | 经曲靖中转进京、沪                                |